# Miss Santiago 2014
El Concurso Provincial de Belleza de Santiago o Miss República Dominicana Santiago 2014 celebrado el 14 de mayo de 2014 en el Gran Teatro del Cibao, Santiago de los Caballeros, República Dominicana. La ganadora representará la Provincia Santiago en el Miss República Dominicana 2014. Este es el regreso del certamen provincial que no se ha llevado a cabo desde 1997. La franquicia del MISS RD SANTIAGO es dirigida por Carlina Durán, quien fue Miss República Dominicana 2012. Evento producido por Edward Goris. De la mano de un personal compuesto por Chris Puesan, Nelson Marte, Bryam Vinet, Stacy Castellanos.

## Resultados
| Resultados Final   | Candidata |
| ------------------ | --- |
| Miss Santiago 2014 | San José de las Matas - Aletxa Mueses |
| Primera Finalista  | Tamboríl - Massiel Gómez |
| Segunda Finalista  | Santiago de los Caballeros - Moesha Henríquez |
| Tercera Finalista  | Sur Santiago - Paola Núñez |
| Cuarta Finalista   | Hato del Yaque - Arlynne Santiago |
| Top 10             | Occidental Santiago - Laura Pichardo Norte Santiago - Grenniffer Núñez Jánico - Lina Genao Oriental Santiago - Alyssa Pérez La Canela - Angela Collado |

### Premios especiales
Mejor Rostro (votado por la organización de Miss RD Santiago) - Massiel Gómez (Tamboríl)

 Miss Fotogénica (votado por el fotógrafo oficial del certamen) - Jeisy Rodríguez (Puñal)

 Miss Simpatía (votado por la concursantes del Miss RD Santiago) - Leeany Maletta (Baitoa)

## Candidatas Oficiales[2]
| Representa                 | Candidata                      | Edad | Estatura        |
| -------------------------- | ------------------------------ | ---- | --------------- |
| Baitoa                     | Leeany Tatiana Maletta Pou     | 19   | 1,78 m (5′ 10″) |
| Hato del Yaque             | Arlynne Nerea Santiago López   | 18   | 1,86 m (6′ 1″)  |
| Jánico                     | Lina Paola Genao Roig          | 21   | 1,78 m (5′ 10″) |
| La Canela                  | Angela Collado de la Maza      | 20   | 1,78 m (5′ 10″) |
| Licey al Medio             | Pamela Yelitza Morel Vargas    | 18   | 1,79 m (5′ 10″) |
| Norte Santiago             | Grenniffer Isabel Núñez Santos | 23   | 1,76 m (5′ 9″)  |
| Occidental Santiago        | Laura Alina Pichardo Ynoa      | 23   | 1,74 m (5′ 9″)  |
| Oriental Santiago          | Alyssa Yinnete Pérez Machado   | 22   | 1,75 m (5′ 9″)  |
| Pedro García               | Yeranni Melissa Brea Ureña     | 21   | 1,72 m (5′ 8″)  |
| Puñal                      | Jeisy Lucía Rodríguez Estévez  | 18   | 1,80 m (5′ 11″) |
| Sabana Iglesia             | Lourdes Pulgar Germán          | 22   | 1,74 m (5′ 9″)  |
| San Francisco de Jacagua   | Lucila Céspedes Rosario        | 23   | 1,73 m (5′ 8″)  |
| San José de las Matas      | Aletxa Marie Mueses Santana    | 18   | 1,80 m (5′ 11″) |
| Santiago de los Caballeros | Moesha Henríquez Zeller-Kuret  | 18   | 1,80 m (5′ 11″) |
| Sur Santiago               | Paola Albiery Núñez Ieromazzo  | 24   | 1,81 m (5′ 11″) |
| Tamboríl                   | Massiel Gómez Pellerano        | 19   | 1,77 m (5′ 10″) |
| Villa Bisonó               | Stéphanie Silverio Robles      | 21   | 1,72 m (5′ 8″)  |
| Villa González             | Dory Margarita Núñez del Valle | 19   | 1,75 m (5′ 9″)  |